# S/2003 J 19

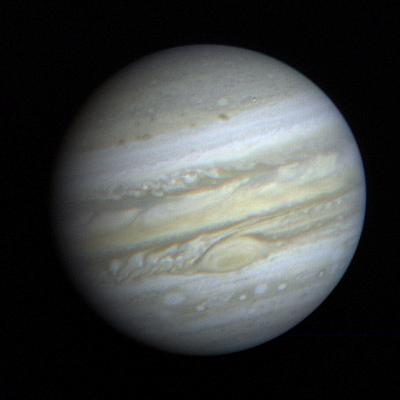
Planeta Júpiter

S/2003 J 19 é um satélite natural de Júpiter. Foi descoberto por uma equipa de astrónomos liderada por Brett J. Gladman, et al. em 2003.
S/2003 J 19 tem cerca de dois quilómetros de diâmetro, orbitando Júpiter a uma distância média de 22,709 Mm em 699,125 dias, com uma inclinação de 165º em relação à eclíptica (164º em relação ao equador de Júpiter), num movimento retrógado e com uma excentricidade orbital de 0,1961.
Pertence ao grupo Carme de satélites de Júpiter, que é constituído por luas de movimento irregular retrógado orbitando a distâncias entre os 23 e 24 Gm e com inclinações de cerca de 165º.